# Desa Ngepeh (administrativ by i Indonesien, lat -7,54, long 111,68)
Desa Ngepeh är en administrativ by i Indonesien.   Den ligger i provinsen Jawa Timur, i den västra delen av landet, 600 km öster om huvudstaden Jakarta.